# Pterozonium spinosum
Pterozonium spinosum är en mångfotingart som först beskrevs av Masatoshi Takakuwa 1942.  Pterozonium spinosum ingår i släktet Pterozonium och familjen Siphonophoridae. Inga underarter finns listade i Catalogue of Life.